# 加賀橋立
加賀市加賀橋立（かがしかがはしたて）は、石川県加賀市にある重要伝統的建造物群保存地区。加賀市橋立町の一部、南北約550メートル、東西約680メートル、約11ヘクタールの範囲である。加賀市では加賀東谷と加賀橋立の2地区が重要伝統的建造物群保存地区に選定されている。

## 歴史
江戸時代中期までは半農半漁を営む茅葺民家の集落であったが、その後北前船の船主になる者が現れ、江戸時代後期から明治時代中期にかけて大阪と北海道間を往復した船主や船頭が多く居住する集落へと発展した。最盛期には100隻以上の北前船を擁し、1796年（寛政8年）の「船道定法之記」には42名、1809年に49名もの船主が名を連ねた。
1872年（明治5年）、橋立大火に見舞われ集落の約6割を消失。しかし北前船の廻船業が最高潮であったため速やかに復興し、より豪壮な家屋が再建された。
明治時代後半になると、汽船や鉄道、電信の発達により、帆船である北前船は輸送業の座を奪われ、北前船自体は数も減少。船主達は他の業種に転換し橋立から北海道や神戸等に移住し家屋敷だけが残ったが、1916年（大正5年）に博文館から発行された大衆雑誌『生活』には「日本一の富豪村」として、江沼郡橋立と小塩を紹介している。

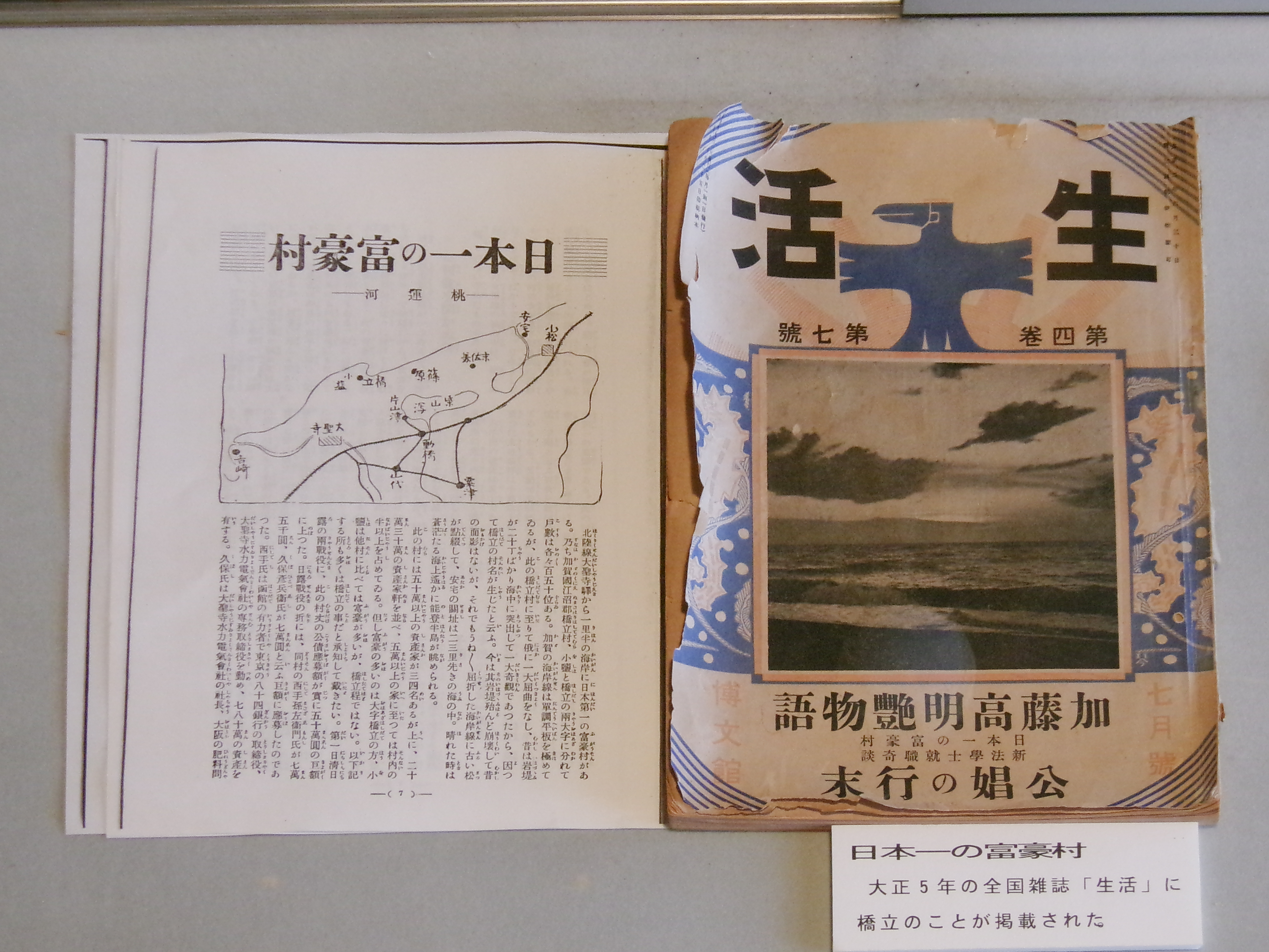
雑誌『生活』1916年（大正5年）。北前船の里資料館で展示。

2005年12月27日、近世の地割をよく保持し豪壮な家屋や特色のある石垣などを残しているとし、種別「船主集落」で国の重要伝統的建造物群保存地区として選定された。
2017年4月28日、加賀橋立を含む全国（7道県11市町）の北前船寄港地・船首集落が文化庁の日本遺産に認定された。

## 重要伝統的建造物群保存地区データ
- 地区名称：加賀市加賀橋立（加賀市橋立町の一部）[6]
- 種別：船主集落
- 選定年月日：2005年12月27日
- 選定基準：（2）伝統的建造物群及び地割がよく旧態を保持しているもの
- 面積：11.0 ha
- 保護の対象
  - 伝統的建造物：主屋、土蔵、納屋など（建築物）石垣、石段（工作物）
  - 環境物件：樹木など[7]

### 建物の特徴
加賀橋立の船主屋敷は主屋が棟の高い切妻妻入で、屋根が赤茶色の瓦葺き、外壁に船板を再利用した堅板で覆われている。屋敷を取り囲むように板塀や土蔵が配され、淡緑青色の笏谷石が使われている石垣や敷石と赤瓦のコントラストが特徴的。その当時の面影を残す船主屋敷が起伏に富む地形に展開している。
廻船問屋などのある「港町」ではなく、船主の邸宅の立ち並ぶ「船主集落」である点に当保存地区の特色がある。
橋立の北前船主型の家の基本は加賀農家型の切妻妻入りの二階建てとなっていて、特徴は「オエ」と呼ばれる広間。有力な北前船主の屋敷では仏壇が二つあった。
赤瓦
「南加賀系瓦」と呼ばれる橋立の赤瓦は、その他の加賀南部地域の瓦とは異なる。古い瓦は釉薬が薄いためそれほど光らず、焼きむらや歪みのあるものもある。現在残っている船主の家は44軒中39軒が赤瓦となっており、残りは黒瓦2軒、トタン屋根3軒。
オエ
建物の中で最も大きな部屋。天井が高く囲炉裏があった。梁が剥き出しになっているのが特徴の板の間で、間仕切りも襖ではなく板戸や帯戸。食事室、居間、村の寄り合いなど多様に使われていた。
ブツマ
冬仏壇と夏仏壇があり、書院が付いている。

## 主な公開施設

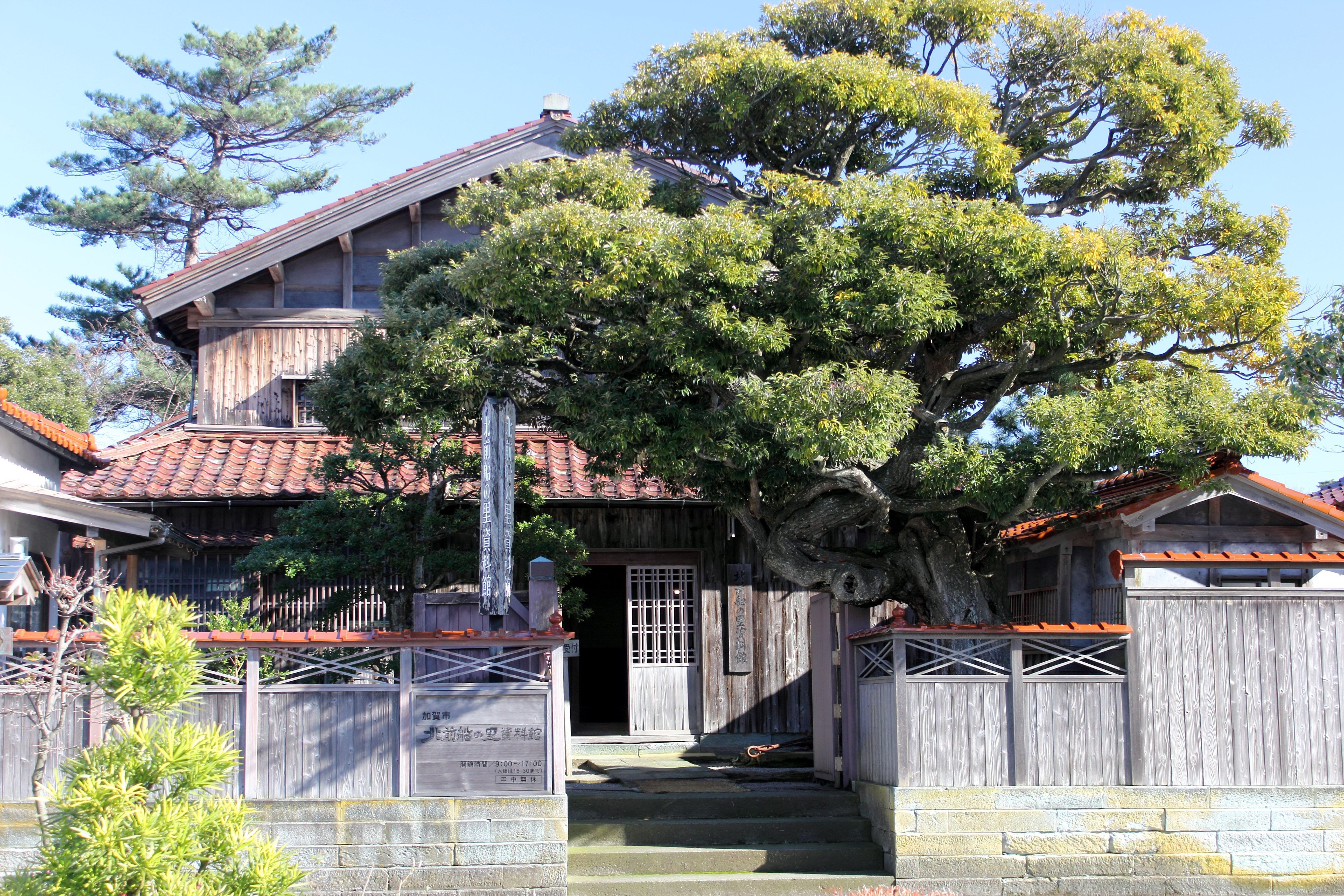
北前船の里資料館
- 蔵六園 - 登録有形文化財(建造物)[12]
- 忠谷家 - 重要文化財[13]
- 出水神社
- 福井別院橋立支院
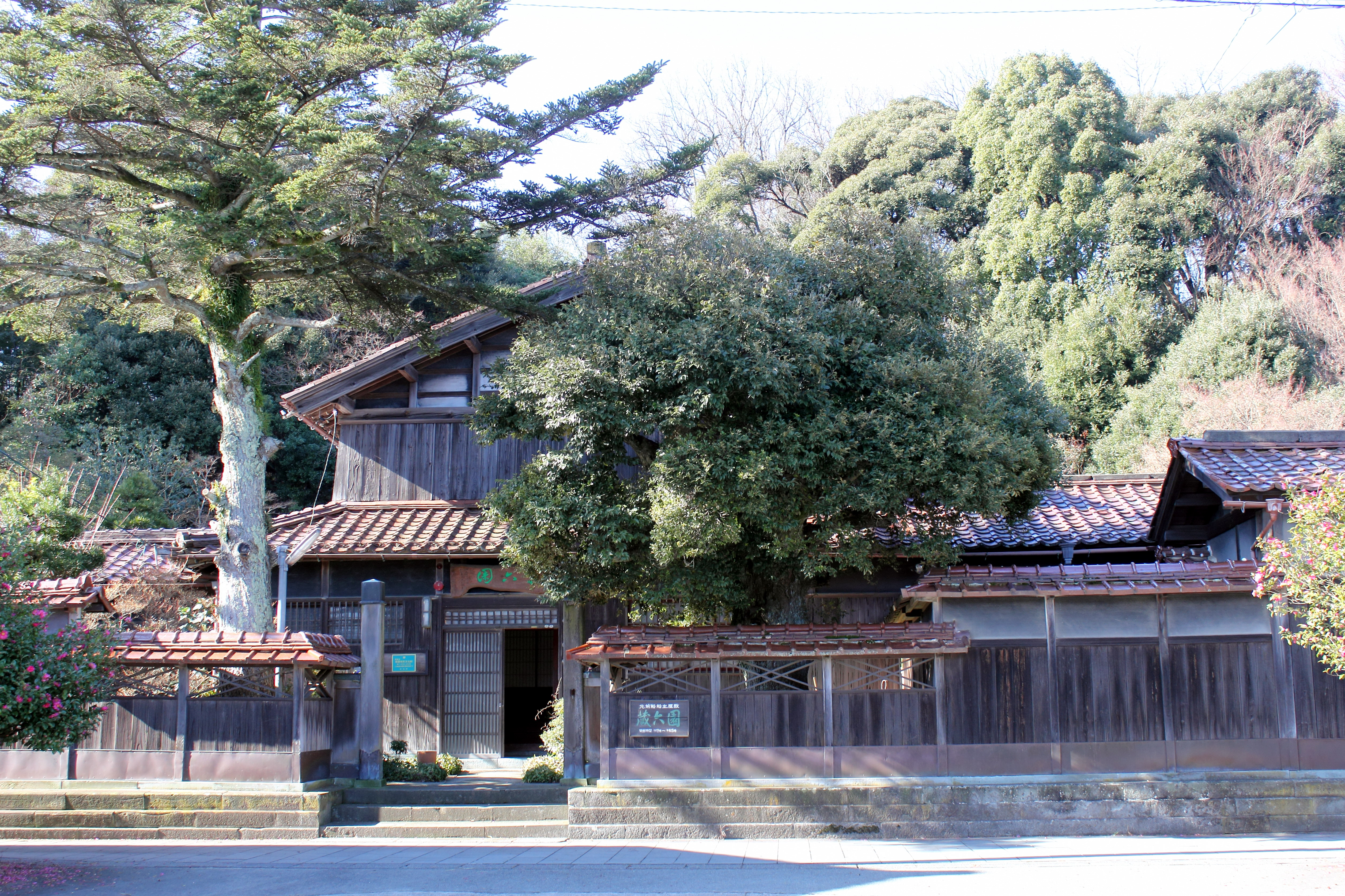
久保彦助邸 - 北前船主屋敷
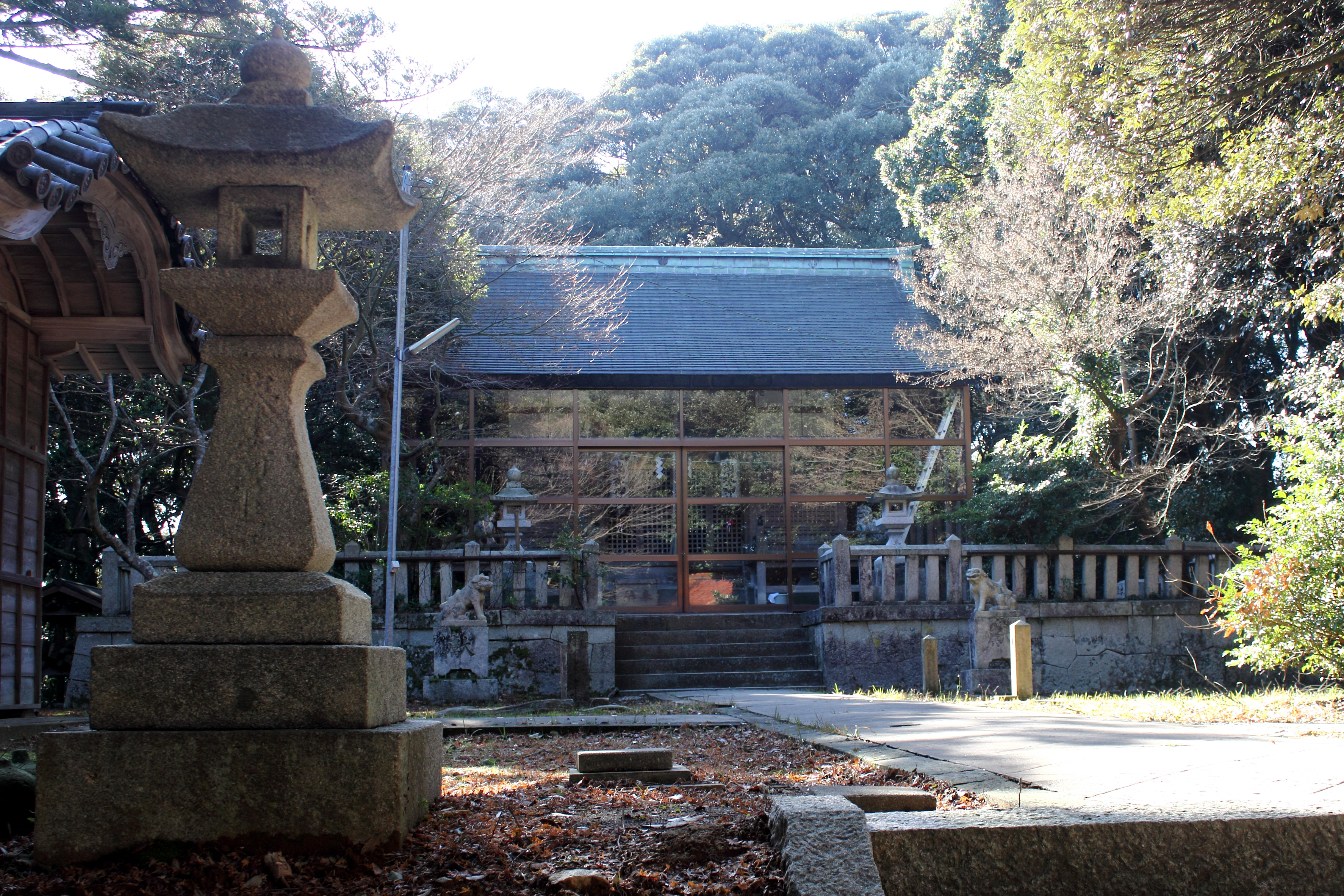
出水神社 拝殿
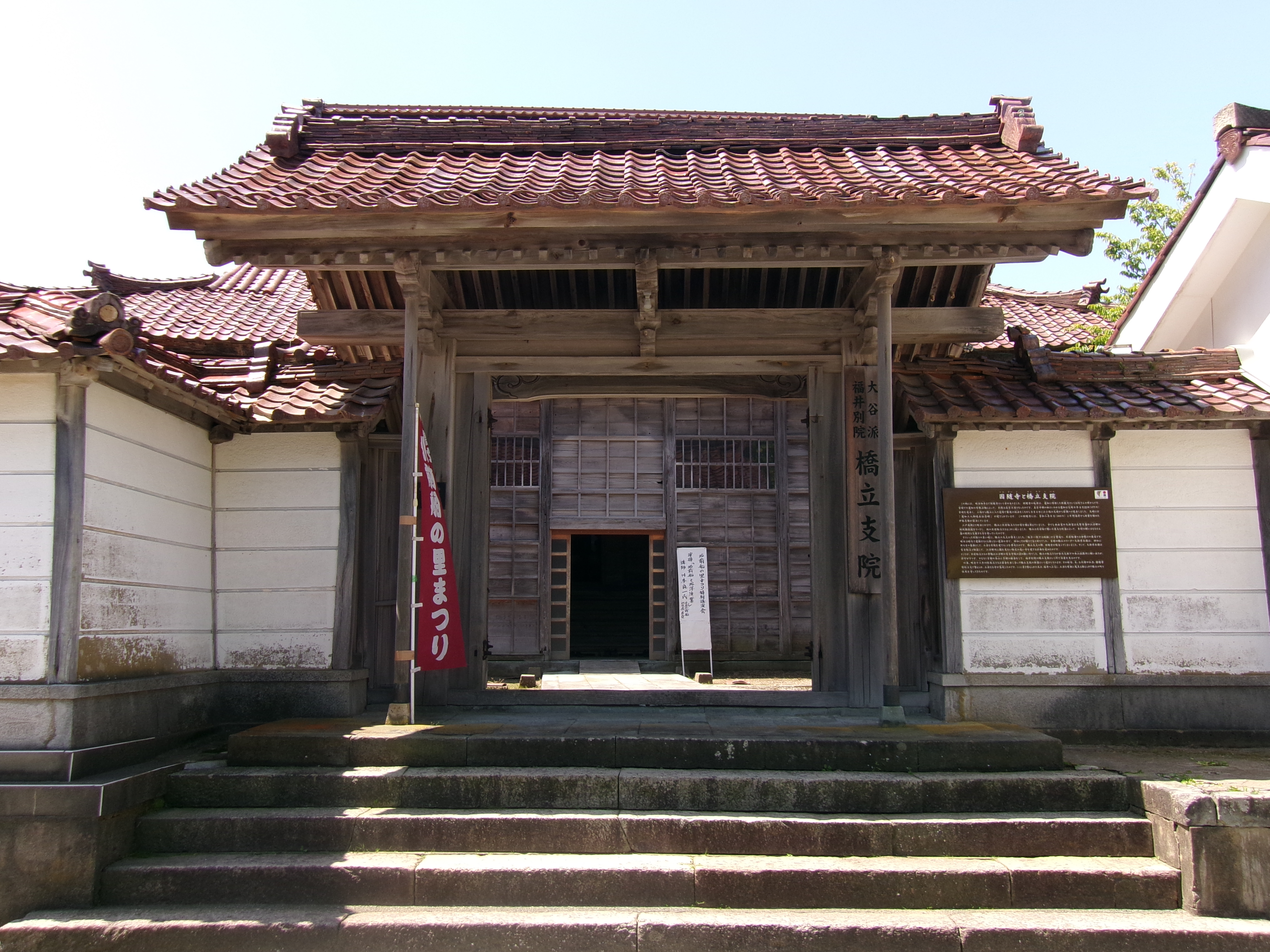
福井別院橋立支院
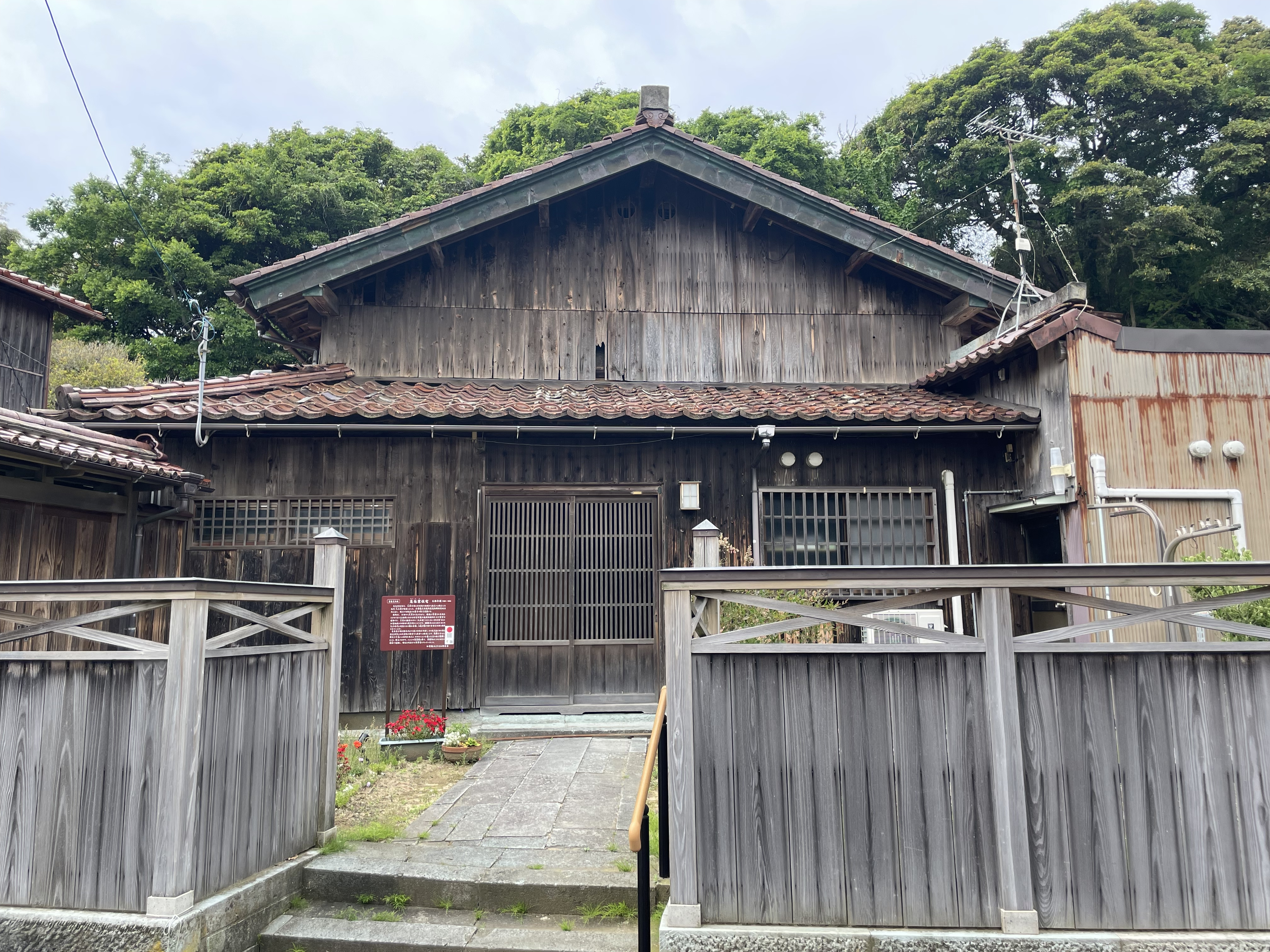
忠谷家
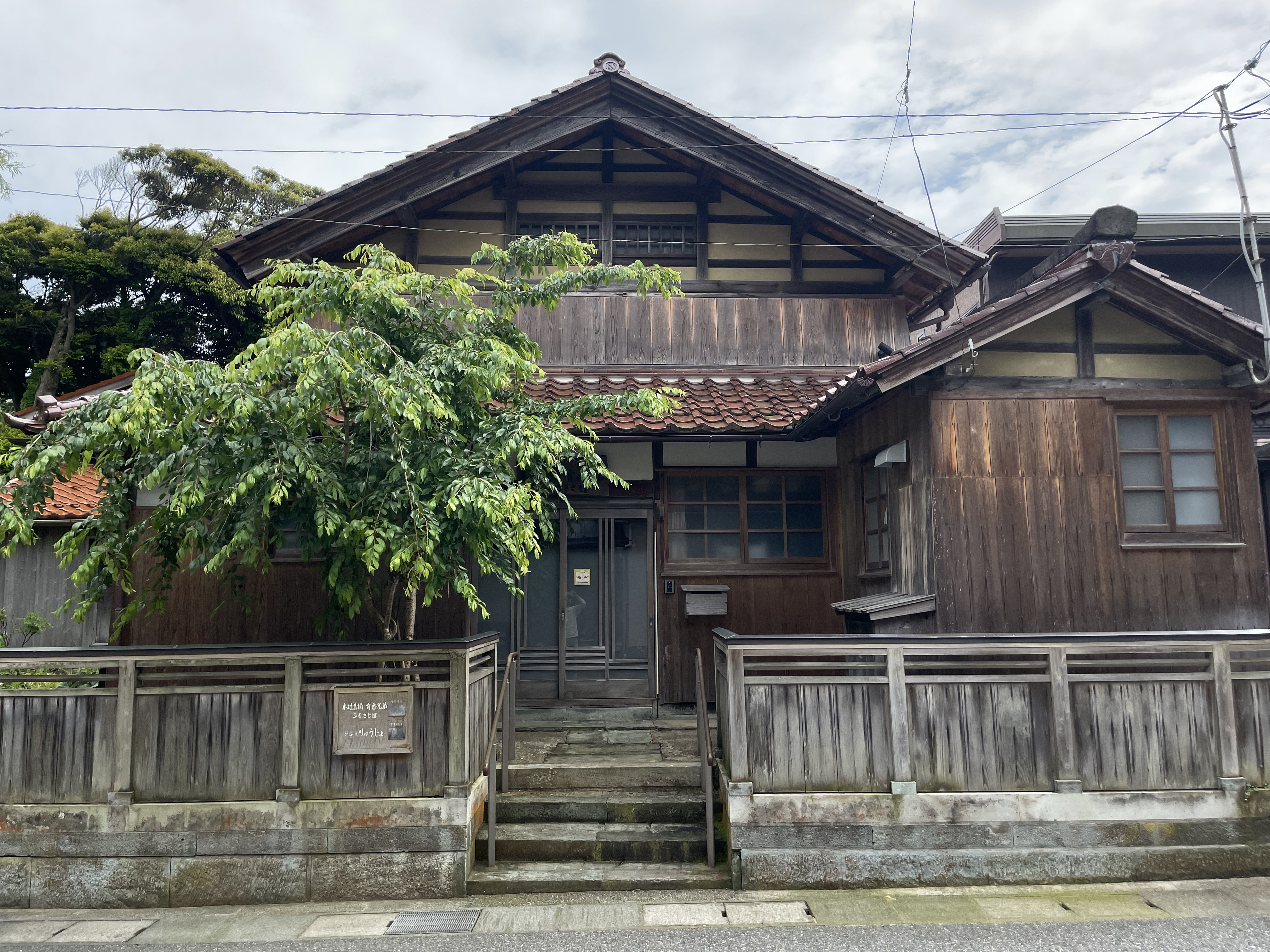
木村素衛・有香ふるさと記念館
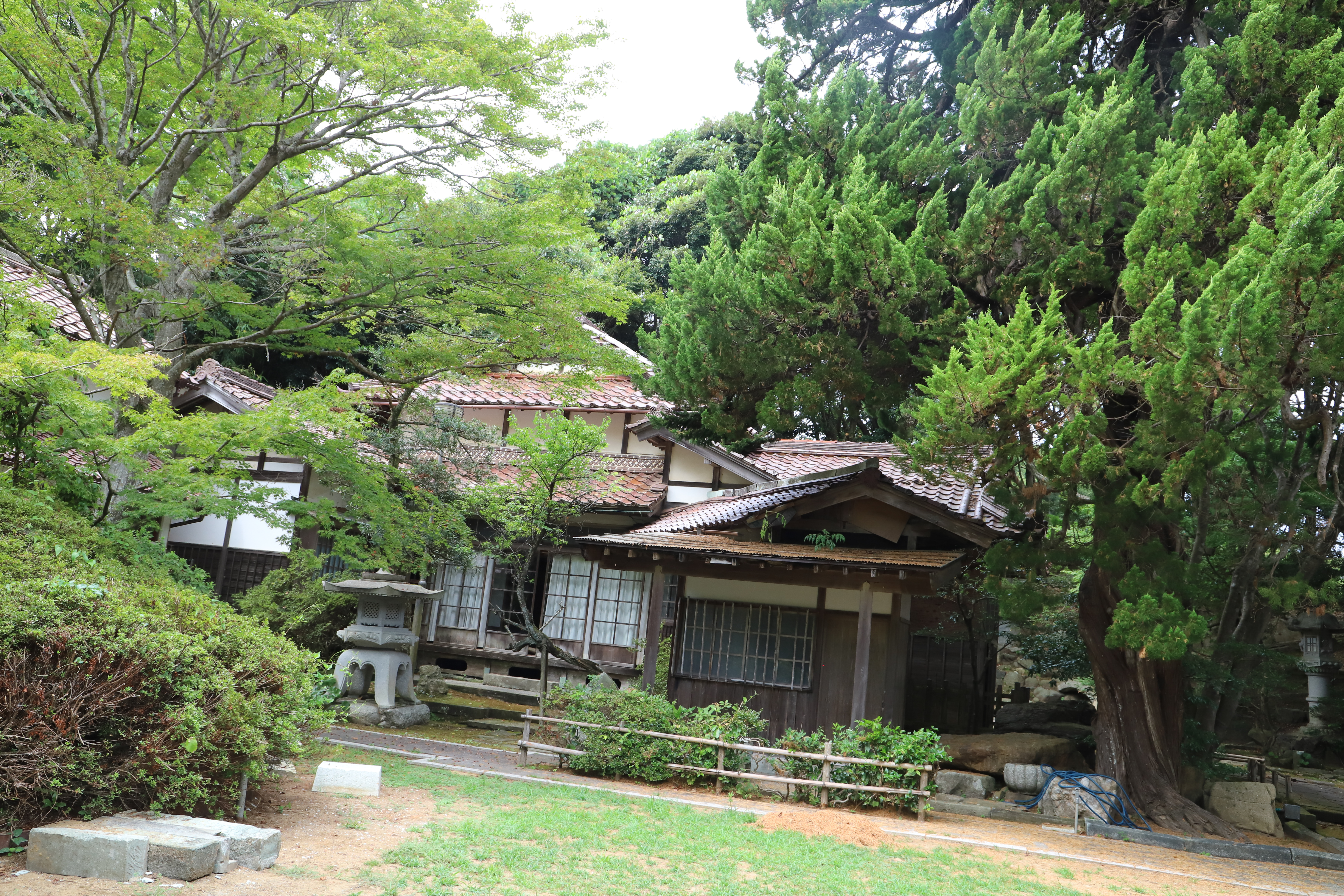
増田又右衛門邸宅

- 北前船の里資料館
- 北前船船主屋敷「蔵六園」
- 出水神社 拝殿
- 福井別院橋立支院
- 忠谷家
- 木村素衛・有香ふるさと記念館
- 増田又右衛門邸宅

## アクセス
- JR北陸新幹線・IRいしかわ鉄道線 加賀温泉駅下車 キャンバス 「北前船の里資料館」バス停下車
- 北陸自動車道 片山津インターチェンジ もしくは 加賀インターチェンジ下車

## 周辺情報
- 橋立漁港
- 加佐ノ岬
- 尼御前岬
- 加賀温泉郷

## 出身人物・ゆかりのある人物
- 平出喜三郎 ‐ 北前船主
- 久保彦兵衛 - 北前船主
- 西出孫左衛門 - 北前船主
- 西出朝風 - 歌人
- 西出大三 - 彫刻家
- 木村素衛 - 哲学者・教育学者
- 木村有香 - 植物学者